# Матулёнис, Теофилюс
Теофилюс Матулёнис (лит. Teofilius Matulionis, Теофилас Матулянис, Феофил Матулёнис; 20 июня 1873, хутор Кударишки, Ковенская губерния — 20 августа 1962, Шедува, Литовская ССР) — архиепископ Кайшядориса Римско-католической церкви, блаженный.

## Семья и образование
Родился в крестьянской семье. Окончил католическую Петербургскую духовную семинарию.

## Священник
- С 1900 года — священник, был назначен викарием прихода Варкляны в деканате Росица.
- С 1901 года — администратор прихода в Быхове.
- С 1907 года — администратор прихода в Рыкове.
- С июня 1910 года — викарий прихода святой Екатерины в Петербурге.
- С 1912 года — заведующий часовней в селе Александровском за Невской заставой.
- С 1914 года — настоятель прихода при строившемся храме Святого Сердца Иисуса в Петрограде.
- В марте 1923 года был арестован, являлся одним из подсудимых на процессе в Москве над католическим духовенством, приговорён к трём годам лишения свободы.
- В 1923—1926 годах отбывал наказание в Москве, в Сокольнической и Лефортовской тюрьмах.
- В 1926 году вернулся в свой приход, был также администратором прихода в Колпино.

## Епископ
8 декабря 1928 года по инициативе епископа Антония Малецкого был назначен титулярным епископом исторической епархии на Таманском полуострове Матреги с тем, чтобы он стал епископом-коадъютором (то есть помощником Малецкого и исполняющим его обязанности в случае возможного ареста) Апостольской администратуры Ленинграда. 9 февраля 1929 года был тайно хиротонисан епископом Малецким в Ленинграде. Однако обстоятельства сложились так, что Матулёнис был арестован раньше Малецкого — 24 ноября 1929 года. Он был обвинён в нелегальных связях с лицами, проживавшими за границей, и в руководстве «подпольной национально-шовинистической латышской школой». 13 сентября 1930 года приговорён к 10 годам лишения свободы; срок заключения отбывал в Соловецком лагере особого назначения, вместе с другими католическими священниками находился в штрафной командировке на острове Анзер.
22 июля 1932 года был арестован в лагере по обвинению в участии в создании антисоветской группировки. Характеризовался следствием как один из «вожаков, которые слишком смело и дерзко руководили группой ксендзов». На допросах вёл себя мужественно. 27 мая 1933 года приговорён к одному году штрафного изолятора. Однако уже в сентябре 1933 года был освобождён и выслан в Литву в рамках обмена политическими заключёнными.
Оказавшись на свободе, посетил Рим, где получил аудиенцию у Папы Пия XI. Служил в Каунасской архиепархии. Затем стал епископом Кайшядорским — управлял епархией в годы Второй мировой войны. 18 декабря 1946 года был арестован, обвинён в том, что призывал духовенство к борьбе против советской власти и укрывал от арестов священнослужителей, участвовавших в такой борьбе. 27 сентября 1947 года приговорён к семи годам лишения свободы. Отбывал срок заключения в Сиблаге, затем во Владимирской тюрьме.
28 мая 1954 года был освобождён и отправлен в дом инвалидов, где находился под контролем органов государственной безопасности. Только 5 мая 1956 года он получил возможность вернуться в Литву, но ему запретили управлять епархией и принудили жить в изоляции в Шедуве. Несмотря на это, он в 1957 году смог тайно хиротонисать в епископы Винцентаса Сладкявичуса, позднее ставшего вторым литовским кардиналом. 9 февраля 1962 года Папа Иоанн XXIII возвёл епископа Матулёниса в сан архиепископа.
Умер 20 августа 1962 года.

## Награды
- Большой командорский крест ордена Креста Витиса (7 июня 2006 года, посмертно)[3]
- Крест Спасения погибающих (25 апреля 2003 года, посмертно)[4]

## Память об архиепископе
Похоронен в кафедральном соборе Кайшядориса. В 1990 году начался его беатификационный процесс, беатификация состоялась 25 июня 2017 года в Вильнюсе на площади рядом с кафедральным собором. В 1994 году бюст архиепископа Матулёниса был установлен в кафедральном соборе Святого Станислава в Вильнюсе.